# Mila Gvardiol
Mila Gvardiol (Beograd, 1979) srpska je vizuelna umetnica i univerzitetski predavač.

## Biografija
Diplomirala je 2004. godine na Fakultetu primenjenih umetnosti u Beogradu, na Odseku za zidno slikarstvo, u klasi profesora Slobodana Đuričkovića. Doktorirala je 2012. godine na Interdisciplinarnim studijama Univerziteta umetnosti u Beogradu, na Odseku za digitalnu umetnost.
Članica je ULUS-a od 2006. godine i ULUPUDS-a od 2011. godine.
Od 2012. godine zaposlena je na Fakultetu za digitalnu produkciju u Sremskoj Kamenici, gde trenutno radi u zvanju vanrednog profesora i obavlja funkciju v. d. dekana.
Od 2015. do 2023. godine predavala je i na Fakultetu primenjenih umetnosti u Beogradu.
Do sada je realizovala preko 40 samostalnih izložbi u Srbiji (Beograd, Novi Sad, Pančevo, Kragujevac, Čačak, Vranje, Sombor, Apatin, Gornji Milanovac, Aranđelovac, Inđija, Niš, Smederevo, Pirot, Kraljevo, Zemun, Majdanpek, Raška, Kikinda, Užice) i regionu (Zagreb, Pula, Skoplje, Prijedor), kao i više od 300 grupnih izložbi u Srbiji, Crnoj Gori, Hrvatskoj, Severnoj Makedoniji, Bosni i Hercegovini, Sloveniji, Mađarskoj, Nemačkoj, Austriji, Francuskoj, SAD-u i Južnoj Koreji.
Učestvovala je na brojnim likovnim kolonijama u zemlji i regionu, kao i na domaćim i međunarodnim festivalima digitalne umetnosti.
Radio-televizija Srbije (RTS) je 2013. godine snimila i emitovala dokumentarnu emisiju o njenom umetničkom radu pod nazivom „Gvardiol – Mila Gvardiol”.
U svom stvaralaštvu Mila istražuje odnos forme, strukture i prostora kroz slikarstvo i digitalnu umetnost. Inspiraciju pronalazi u arhitekturi i geometrijskim formama koje iz nje proističu.

## Galerija
Repeticije
- Egipat, akril na platnu, 100x70cm
- Muzika, akril na platnu, 100x70cm
- Orgulje, akril na platnu, 100x70cm

Svetlosti vitraža
- Dok sviram, akril na platnu, 100x70cm
- Moj lični Klimt, 100x70cm
- Slonovi, akril na platnu, 100x70cm

Raskršća
- Raskršće, akril na platnu 3 x (100x70cm)
- Raskršće, akril na platnu, 3 x (100x70cm)
- Raskršće, akril na platnu, 3 x (120x85cm)

Arhitektonske imaginacije
- Arhitektonske imaginacije 1, digitalni print, 100x67cm
- Arhitektonske imaginacije 2, digitalni print, 100x67cm
- Arhitektonske imaginacije 4, digitalni print, 100x67cm

Arhitektonske varijacije
- Arhitektonske varijacije 4, akril na platnu 3x(60x50cm)
- Arhitektonske varijacije 5, akril na platnu 3x(24x18cm)
- Arhitektonske varijacije 8, akril na platnu 3x(50x35cm)

Interakcije
- Interakcije 1, akril na platnu, 110x140cm
- Interakcije 2, akril na platnu, 110x140cm
- Interakcije 3, akril na platnu, 110x140cm

## Spoljašnje veze
- Zvanična Internet prezentacija
- ARTinfo/Mila Gvardiol